# Otto Crusius

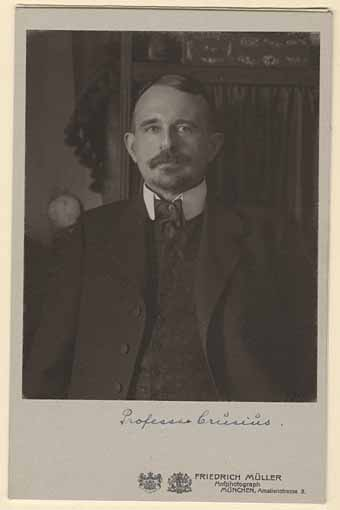
Otto Crusius um 1910

Otto Carl Friedrich Hermann Crusius (* 20. Dezember 1857 in Hannover; † 29. Dezember 1918 in München) war ein deutscher Klassischer Philologe, der Lehrstühle an den Universitäten Tübingen, Heidelberg und München innehatte.

## Leben
Otto Crusius war das einzige Kind des hannoverschen Konsistorialrevisors Otto Carl Siegismund Crusius (1794–1861) und seiner zweiten Gattin Sophie Charlotte Elisabeth geb. Winkelmann (1825–1900). Seine väterliche Stammliste steht bei seinem Vorfahren Balthasar Crusius (1550–1630). Nach dem Schulbesuch in Hannover studierte er von 1875 bis 1879 in Leipzig, u. a. bei Friedrich Ritschl und Otto Ribbeck, und wurde dort 1879 mit einer Arbeit über Babrios promoviert. Während des Studiums wurde er Mitglied des Klassisch-Philologischen Vereins Leipzig im Naumburger Kartellverband. 1880 wurde Crusius Oberlehrer am Königlichen Gymnasium in Dresden. 1883 habilitierte er sich in Leipzig über griechische Sprichwörter und wurde 1885 Lehrer an der Thomasschule zu Leipzig.
1886 ging Crusius als Professor und Nachfolger Erwin Rohdes nach Tübingen und wechselte 1898, wieder in Nachfolge Rohdes, an die Universität Heidelberg, 1903 an die Universität München (Nachfolge Wilhelm von Christs). Im Seminar für Klassische Philologie der Universität München ist heute eine Bronzebüste von Karl Baur ausgestellt.
Im Jahr seiner Berufung nach München wurde Crusius zum außerordentlichen Mitglied der Bayerischen Akademie der Wissenschaften gewählt, 1905 folgte die Wahl zum ordentlichen Mitglied; 1915 wurde er Präsident der Akademie. Ferner war er korrespondierendes Mitglied der Wiener Akademie der Wissenschaften sowie Ehrendoktor der Universitäten Dublin und Athen (1912). 1910 erhielt er den Bayerischen Maximiliansorden für Wissenschaft und Kunst.
1889 wurde Crusius Herausgeber der Zeitschrift Philologus. Er gab ab 1909 für das Nietzsche-Archiv in Nachfolge Ernst Holzers gemeinsam mit Wilhelm Nestle die philologischen Arbeiten Friedrich Nietzsches heraus. 1902 veröffentlichte er eine Biographie Erwin Rohdes, der sich unter anderem mit griechischen Fabeln und Sprichwörtern, mit griechischer Lyrik und mit antiker Musik beschäftigt hatte.
Crusius unterzeichnete den Gründungsaufruf der Deutschen Vaterlandspartei, einer sich 1917 im Ersten Weltkrieg formierenden rechtsextremen Gruppierung, die sich gegen Friedensverhandlungen stellte und eine plebiszitäre Militärherrschaft anstrebte. Er war selbst Mitglied dieser Partei und Verfasser von Kriegsliedern.
Er heiratete 1885 Franziska von Bihl (1858–1939), mit der er drei Kinder hatte: Elisabeth (1886–1970), Otto Eduard (1892–1965) und Friedrich (1897–1941).

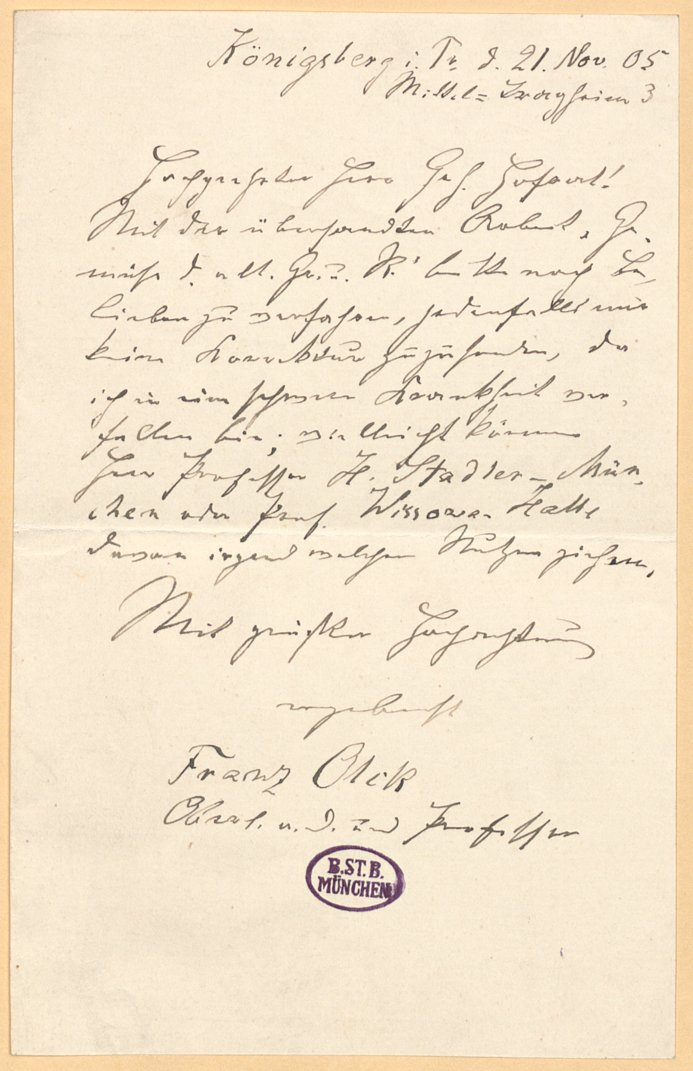
Brief von Franz Olck an Otto Crusius aus dem Archiv der Bayerischen Staatsbibliothek

Sein Nachlass befindet sich in der Bayerischen Staatsbibliothek.

## Schriften (Auswahl)
Eine umfangreiche Liste der Werke Crusius’ mit Digitalisaten findet sich auf der Wikisource-Autorenseite.
- Zur griechischen Religionsgeschichte. 1886.
- Untersuchungen zu Herondas. 1892.
- Friedrich Nietzsche: Unveröffentlichtes zur Literaturgeschichte, Rhetorik und Rhythmik. Hrsg. von Otto Crusius. 1912.